# Кунигунда Якобея фон Пфалц
Кунигунда Якобея фон Пфалц (на немски: Kunigunde Jakobäa von der Pfalz; * 9 октомври 1556, Зимерн; † 26 януари 1586, Диленбург) от династията Вителсбахи, е пфалцграфиня на Зимерн и принцеса от Пфалц, чрез женитба графиня на Насау-Диленбург.

## Живот
Дъщеря е на курфюрст Фридрих III (1515 – 1576) и Мари фон Бранденбург-Кулмбах (1519 – 1567), дъщеря на маркграф Казимир от Бранденбург-Кулмбах и Сузана Баварска.
Кунигунда Якобея се омъжва на 13 септември 1580 г. в Диленбург за граф Йохан VI от Насау-Диленбург (1536 – 1606). Тя е неговата втора съпруга. Чрез нея той приема вярата калвинизъм.
Кунигунда Якобея е погребана в евангелийската градска църква в Диленбург.

## Деца
Кунигунда Якобея и Йохан VI имат две дъщери:
- Мария Амалия (1582 – 1635), ∞ 1600 граф Вилхелм I фон Золмс-Браунфелс (1570 – 1635)
- Кунигунда (1583 – 1584).